# محمدعلی صفریان
محمّدعلی صفریان (زادهٔ ۸ اردیبهشت ۱۳۰۸ - درگذشتهٔ مهر ۱۳۶۷) از مترجمان اهل ایران بود.

## زندگی
او در هشتم اردیبهشت ماه سال ۱۳۰۸ خورشیدی در آبادان به دنیا آمد. در جوانی ازدواج کرد اما به تحصیل به‌خصوص زبان انگلیسی که به آن علاقه وافری داشت در دانشکده نفت آبادان ادامه داد و پس از اتمام تحصیلات در شرکت نفت مشغول بکار شد. در همین ایام، او که به زبان انگلیسی بالاخص به لهجه بریتانیایی تسلط خاص داشت، جهت تحصیل در رشته خبرنگاری به انگلستان در شهر کاردیف اعزام شد و این دوره را با موفقیت به اتمام رساند و پس از بازگشت فعالیت‌های ادبی خود را در حوزه‌های نگارش و ترجمه کتب مختلف از زبان انگلیسی به فارسی آغاز کرد و سال‌ها با بزرگان حوزه ادب و ترجمه همچون نجف دریابندری، احمد شاملو، اسماعیل فصیح، جلال آل احمد، محمّدعلی سپانلو، رضا سیدحسینی، فریدون مشیری، مهدی اخوان ثالث، طاهره صفارزاده، سیروس طاهباز، پوران صلح کل، فروغ فرّخزاد، صفدر تقی‌زاده و… همکاری و تعامل ادبی و فنی داشته‌است.
محمد علی صفریان در اواسط دهه شصت خورشیدی به ایالات متحده مهاجرت کرد و در طی مدت اقامت خود در آمریکا به خاطر دوری از وطن با افسردگی شدید در مهرماه سال ۱۳۶۷ خورشیدی در همان کشور به دلیل سکته قلبی درگذشت و پیکرش برای تشیع به ایران بازگردانده شد و در امامزاده عبدالله تهران (ری) در کنار مادرش به خاک سپرده شد. مرگ وی در شرایطی رخ داد که آثار بسیاری برای چاپ آماده داشت که تاکنون چاپ نشده‌است. وی در سن ۵۸ سالگی از دنیا رفت.